# Jeongjo van Joseon
Koning Jeongjo, geboren als Yi San, was de tweeëntwintigste vorst die regeerde over de Joseondynastie in Korea. Hij was de zoon van prins Sado en kleinzoon van zijn voorganger koning Yeongjo. Zijn vader was op last van Jeongjo's grootvader om het leven gebracht vanwege zijn misdragingen aan het hof. Jeongjo was een succesvol heerser met een visie; samen met Sejong de Grote wordt hij gezien als een van de beste koningen die de Joseonmonarchie heeft gekend.
Jeongjo's hervormingen brachten hem in contact met Hong Guk-yeong, een controversiële politicus, die eerst probeerde de macht van de koning te vergroten maar later een aanslag op het leven van de koning beraamde.
Tijdens zijn regering investeerde Jeongjo veel tijd in het zuiveren van de naam van zijn vader. Hij verhuisde de regering naar de stad Suwon om zo dichter bij het graf van zijn vader te kunnen zijn en liet speciaal een fort bouwen om het graf te bewaken, Hwaseong genaamd.
In 1776, bij de aanvang van zijn regering, werd door Jeongjo de koninklijke bibliotheek Kyujanggak opgericht. De bibliotheek werd gevestigd in het Changdeokgung-paleis in Seoel.
Jeongjo stierf in 1800 vrij plotseling en zijn dood is dan ook met mysteriën omgeven. Hij werd begraven in Hwaseong.

## Volledige postume naam
- Koning Jeongjo Gyeongcheon Myeongdo Hongdeok Hyeonmo Munseong Muryeol Seongin Janghyo de Grote van Korea
- 정조경천명도홍덕현모문성무렬성인장효대왕
- 正祖敬天明道洪德顯謨文成武烈聖仁莊孝大王

- Bibliothèque nationale de France: cb144794395 (data)
- Gemeinsame Normdatei: 1078892806
- International Standard Name Identifier: 0000 0000 8141 3464
- Library of Congress Control Number: n81082643
- Bibliotheek van het Japanse parlement: 001093464
- Nationale Bibliotheek van Tsjechië: jx20091113006
- Nationale Bibliotheek van Israël: 987007422973505171
- Nederlandse Thesaurus van Auteursnamen: 298876450
- Système universitaire de documentation: 071349146
- Union List of Artist Names: 500122948
- Virtual International Authority File: 61773361
- WorldCat: E39PBJj4wKT37RDtY6KwkrgqcP